# Monument aux morts de mars

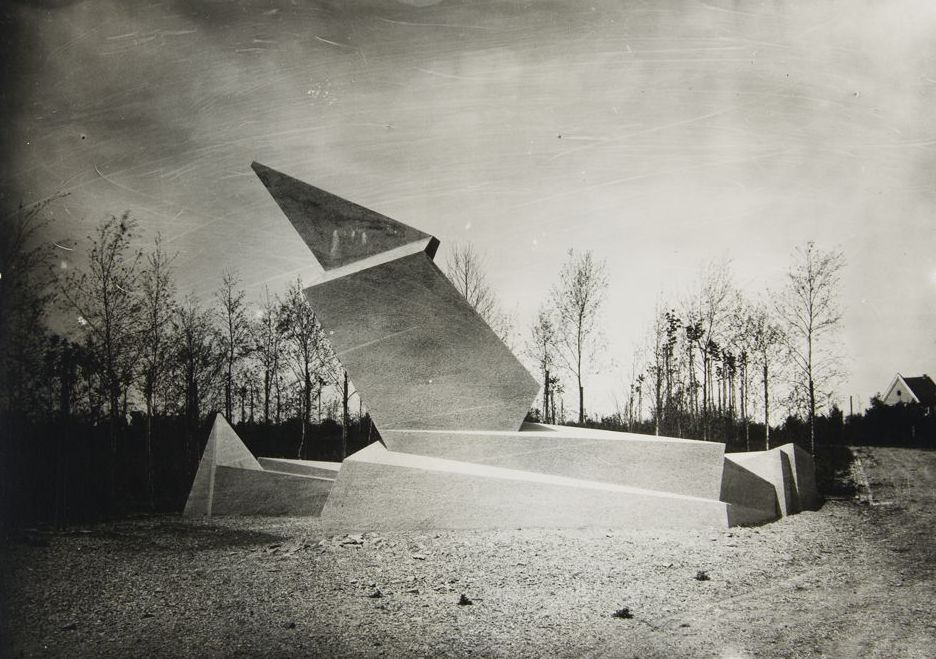
Monument aux morts de mars, état initial

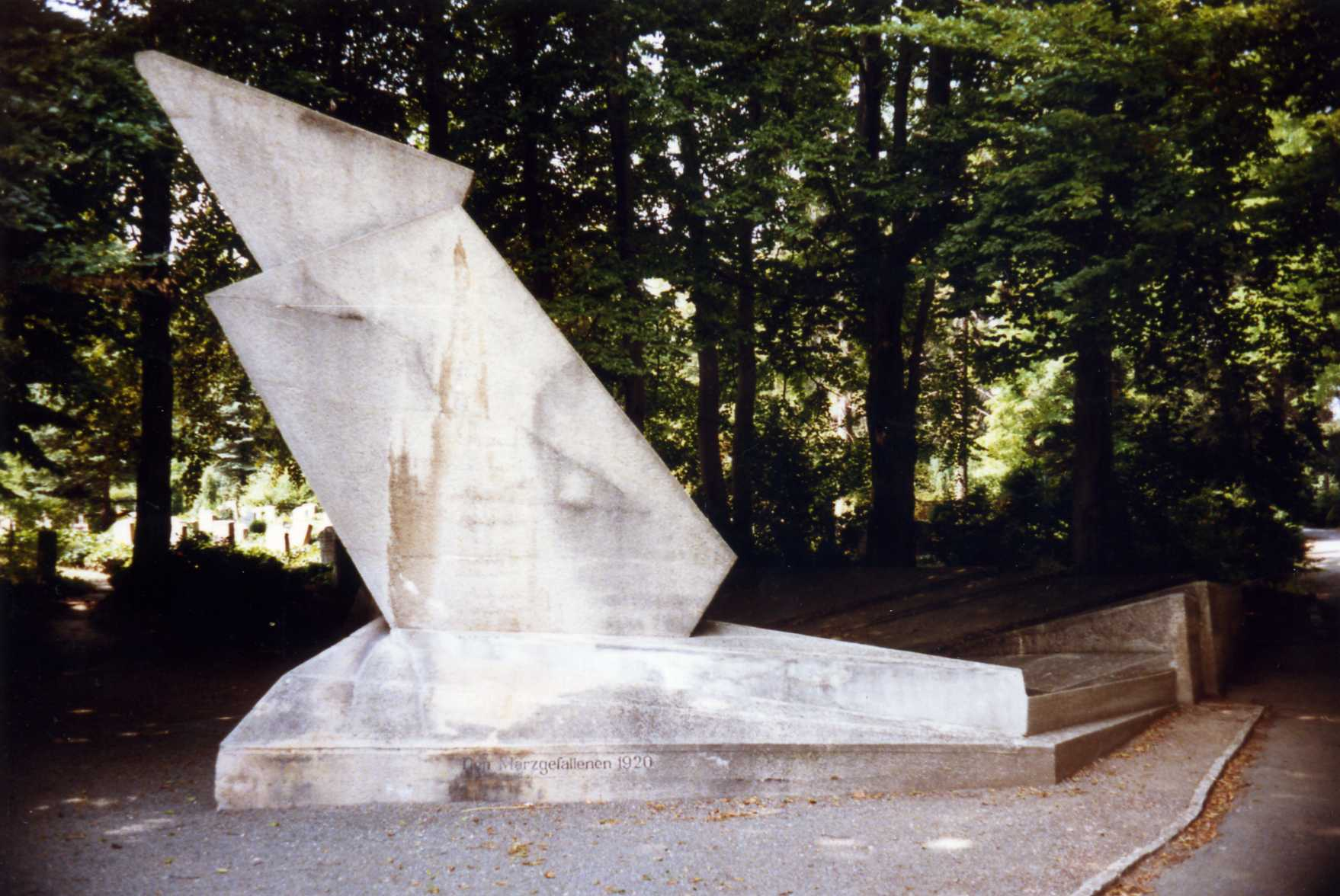
Le monument aux morts, aujourd'hui. Sur le socle: « Den Maerzgefallenen 1920 », Aux personnes tombées en mars 1920.

Le Monument aux morts de mars (Märzgefallenen-Denkmal) est une œuvre de Walter Gropius datant de 1922. Il s'agit d'une sculpture qui se trouve dans le cimetière historique de Weimar. 

## Le contexte
Walter Gropius réalisa cette sculpture monumentale à la demande de l'Entente syndicale (Gewerkschaftskartell). Cet organisme souhaitait ériger un mémorial pour les personnes qui, le 15 mars 1920, perdirent la vie lors d’une manifestation contre le Putsch de Kapp qui mettait en péril la République de Weimar. Les ouvriers et les travailleurs de Weimar s'étaient rassemblés devant la Maison du Peuple (Volkshaus) pendant la grève générale le 15 mars, lorsque les soldats putchistes de la Reichswehr ouvrirent le feu sur la foule, tuant neuf personnes.

## Le projet de Gropius
Sept des victimes furent inhumées dans le cimetière historique de Weimar, et Gropius fut chargé de réaliser leur monument funéraire. Il projette une œuvre en béton, aux formes irrégulières, de caractère expressionniste. Selon les mots mêmes de Gropius, sa forme abstraite est un « éclair surgi de la tombe, symbolisant l’esprit de vie ». C’est pourquoi le monument est parfois surnommé « l’éclair de Gropius » (Gropiusblitz) ou encore « l’éclair pétrifié ». L’œuvre a été inaugurée le 1er mai 1922. Les pierres tombales des sept victimes y sont intégrées. En février 1936, la sculpture fut détruite par les Nazis : ils voyaient dans cet ouvrage un monument « rouge », à quoi s'ajoutait le fait qu'ils n’appréciaient pas du tout sa forme résolument moderne, car elle était pour eux un exemple d’« art dégénéré ». L'éclair fut donc détruit et à sa place on dressa une fontaine en forme de colonne, en face des pierres tombales. 
Le monument a été reconstruit en 1946, sous une forme légèrement modifiée, et c’est à cet endroit qu’a été célébré le premier anniversaire de la libération du camp de concentration de Buchenwald. On peut voir aujourd’hui sur place des photos montrant l’état originel du monument.

## Liste des personnes tuées par l'armée
Anna Braun, Walter Hoffmann, Franz Pawelski, Paul Schander, Adolf Schelle, Karl Schorn, Karl Merkel, Ernst Müller und Kurt Krassan